# Balinka
Balinka es un pueblo húngaro perteneciente al distrito de Mór, condado de Fejér.

## Superficie
Cuenta con una superficie de 18,62 km².

## Demografía
Hasta 2024 la población era de 887 habitantes, con una densidad de población de 47,63 hab/km².
| Gráfica de evolución demográfica de Balinka entre 2020 y 2024 |
|                                                               |
| Datos según la Oficina Central de Estadística de Hungría.     |